# Fountain City (Wisconsin)
Pour les articles homonymes, voir Fountain City.
Fountain City est une ville américaine située dans le comté de Buffalo, au Wisconsin. Selon le recensement de 2010, sa population est de 859 habitants.